# Dzsidafalva
Dzsidadalva vagy Egyedfalva (románul Adjudeni) település Romániában, Neamț megyében.

## Fekvése
A Szeret-folyó jobb partján, Tamásfalvától északra fekvő település.

## Története
Dzsidafalva nevét 1455-ben említették először oklevelek.
1597-ben az oklevelek mint magyar, római katolikus lakosságú települést említették.
1644-ben Vasile Lupu moldvai vajda az általa alapított Jászvásári iskolának ajándékozta több faluval együtt. Egy 1743-as  oklevél is magyar faluként említette.
1770-ben az átvonuló hadak elől lakói Szágnára menekültek egy oklevél szerint.
A  falu az északi csángó települések közé tartozik. Azon falvak közé, melyek  Románvásár központi település körül csoportosulnak. E települések közé tartozott többek között Szabófalva, Kelgyest, Jugán, Újfalu, Tamásfalva és többek között Dzsidafalva is.
E moldvai magyar települések a 19. század végéig viszonylagos elszigeteltségben éltek, s ez kedvezett az archaikus kultúra és ezzel együtt a régies helyi magyar nyelvjárás megőrzésének.
A környék magyar lakossága még a középkorban került e vidékre, a fennmaradt adatok szerint akkor, mikor Nagy Lajos magyar király 1345-ben Moldvából kiszorította a tatárokat. Elődeiket határőrnek telepítették e vidékre, akik határőr szolgálatot láttak itt el.
E települések egészen a 19. századig megtartották régies magyar nyelvüket, melynek jellegzetessége volt az sz-elés (fülesz=füles) és a dzs használata (dzsermek=gyermek).
Dzsidafalva lakossága azonban a 20. század folyamán teljesen beolvadt a románságba, nyelvük elrománosodott.

## Nevezetességek
- Római katolikus temploma 1776 körül épült, melyet Szent Lélek tiszteletére szenteltek fel. 1881-ben, majd 1972-ben építettek új templomot a régi helyett.